# 分析社会学
分析社会学是一门研究社会现象的发生机制的社会学分支。它致力于解释基础性的重要社会现象，如社会结构、典型信念、文化品位、共同行为方式等。分析社会学对社会现象的解释不是简单地将所要解释的现象和其他现象相关联来——这种方式没有真正的解释力，而是通过清晰、精准的方式深入到细节中分析导致所要解释的现象发生的机制。
“分析社会学”这个名称中的“分析”二字，可以和参照类似的学科名称，如“分析化学”、“分析心理学”等来理解，都是解析微观主体以探求导致现象发生的机制的含义。